# Takeda Nobuhiro (labdarúgó, 1965)
Takeda Nobuhiro (Oszaka, 1965. március 22. –) japán labdarúgó.

## Futsal-világbajnokság
A japán válogatott tagjaként részt vett az 1989-es futsal-világbajnokságon.